# Ethan Werek
Ethan Werek (* 7. června 1991, Kanada) je čínský hokejista kanadského původu. Hraje na postu útočníka, na ZOH 2022 reprezentoval Čínu.

## Hráčská kariéra
- 2006/2007 Toronto Marlboros Mn Mdgt AAA GTMMHL
- 2007/2008 Stouffville Spirit OPJHL
- 2008/2009 Kingston Frontenacs OHL
- 2009/2010 Kingston Frontenacs OHL
- 2010/2011 Kingston Frontenacs OHL
- 2011/2012 Portland Pirates AHL
- 2012/2013 Portland Pirates AHL
- 2013/2014 Portland Pirates AHL
- 2014/2015 Providence Bruins AHL
- 2015/2016 Charlotte Checkers AHL	, Florida Everblades ECHL
- 2016/2017 Orlando Solar Bears ECHL, Texas Stars AHL
- 2017/2018 Belleville Senators AHL
- 2018/2019 HC Oceláři Třinec ELH
- 2019/2020 HC Rudá hvězda Kunlun KHL
- 2020/2021 HC Rudá hvězda Kunlun KHL
- 2021/2022 HC Rudá hvězda Kunlun KHL
- 2022/2023 HC Rudá hvězda Kunlun, Mountfield HK ELH
- 2023/2024 HC Slovan Bratislava